# رشوانلو (ألاداغ)
رشوانلو (بالفارسية: رشوانلو) هي قرية تقع في إيران في قسم ألاداغ الريفي. يقدر عدد سكانها بـ 146 نسمة بحسب إحصاء 2016.